# 206.ª Divisão de Infantaria (Alemanha)
A 206ª Divisão de Infantaria (em alemão: 206. Infanterie-Division) foi uma divisão da Alemanha durante a Segunda Guerra Mundial.
A unidade foi criada em 17 de Agosto de 1939 como Übungs-Division, apelidada de Pique As (Ás de Espadas), se tornando divisão em 26 de Agosto de 1939 para fazer parte da 3ª Onda (em alemão: 3. Welle) então na época ainda chamada de Landwehr-Kommandeur Insterburg.
Combateu na Invasão da França permanecendo por lá no período entre Agosto de 1940 até Abril de 1941.
A unidade foi destruída em Vitebsk no mês de Junho de 1944 sendo as suas partes restantes anexadas ao 3º Exército Panzer em 3 de Agosto de 1944.

## Comandantes
| Comandante                    | Data                                           |
| ----------------------------- | ---------------------------------------------- |
| Generalleutnant Hugo Höfl     | (1 de Setembro de 1939 - 10 de Julho de 1942)  |
| Generalleutnant Alfons Hitter | (10 de Julho de 1942 - 13 de Julho de 1943)    |
| Generalmajor Carl André       | (13 de Julho de 1943 - 14 de Setembro de 1943) |
| Generalleutnant Alfons Hitter | (14 de Setembro de 1943 - 28 de Junho de 1944) |

## Oficiais de Operações (Ia)
| Major Walter Nagel                             | (26 de Agosto de 1939-28 de Dezembro de 1939) |
| Oberstleutnant Walter von Bogen und Schönstedt | (10 de Agosto de 1940-1 de Março de 1942)     |
| Oberstleutnant Moritz Liebe                    | (12 de Julho de 1942-10 de Maio de 1944)      |
| Major Axel Ribbentrop                          | (Maio de 1944-Junho de 1944)                  |

## Área de Operações
- Polônia (Setembro de 1939 - Junho de 1941)
- Frente Oriental, Setor Central (Junho de 1941 - Junho de 1944)

## Serviço de Guerra
| Data           | Corpo                    | Exército           | Grupo de Exércitos | Área             |
| -------------- | ------------------------ | ------------------ | ------------------ | ---------------- |
| Set 39         | Reserva                  |                    | Nord               | Polônia          |
| Out 39-Mai 40  | Border Garrison Force    |                    | Nord               | Polônia          |
| Jun 40         | Reserva                  | OKH                |                    | Eifel            |
| Jul 40         | Reserva                  | BdE                |                    | Em casa          |
| Ago 40- Abr 41 | Em WK I.                 |                    |                    | Prússia Oriental |
| Mai 41         | XXVIII Corpo de Exército | 16º Exército       | C                  | Prússia Oriental |
| Jun 41         | XXIII Corpo de Exército  | 16º Exército       | Nord               | Prússia Oriental |
| Jul 41         | Reserva                  | OKH                | Nord               | Dünaburg, Latvia |
| Ago 41         | XXIII Corpo de Exército  | 9º Exército        | Mitte              | Welikije-Luki    |
| Set 41         | VI Corpo de Exército     | 9º Exército        | Mitte              | Welikije-Luki    |
| Out 41-Dez 41  | XXIII Corpo de Exército  | 9º Exército        | Mitte              | Kalinin, Rússia  |
| Jan 42-Mar 42  | XXIII Corpo de Exército  | 9º Exército        | Mitte              | Rshew, Rússia    |
| Abr 42         | XXXXVI Corpo de Exército | 9º Exército        | Mitte              | Rshew, Rússia    |
| Mai 42-Jul 42  | XXVII Corpo de Exército  | 9º Exército        | Mitte              | Rshew, Rússia    |
| Ago 42-Out 42  | VI Corpo de Exército     | 9º Exército        | Mitte              | Rshew, Rússia    |
| Nov 42-Jan 43  | XXIII Corpo de Exército  | 9º Exército        | Mitte              | Rshew, Rússia    |
| Fev 43         | Burdach                  | 9º Exército        | Mitte              | Rshew, Russia    |
| Mar 43         | XXIII Corpo de Exército  | 9º Exército        | Mitte              | Rshew, Rússia    |
| Abr 43-Dez 43  | VI Corpo de Exército     | 3º Exército Panzer | Mitte              | Demibow, Witebsk |
| Jan 44-Jun 44  | LIII Corpo de Exército   | 3º Exército Panzer | Mitte              | Witebsk,         |
| Jul 44         | Sessão desconhecida      |                    |                    |                  |

## Ordem de Batalha

### 1939
- Infanterie-Regiment 301
- Infanterie-Regiment 312
- Infanterie-Regiment 413
- Artillerie-Regiment 206
- Pionier-Bataillon 206
- Panzerabwehr-Abteilung 206
- Aufklärungs-Abteilung 206
- Infanterie-Divisions-Nachrichten-Abteilung 206
- Infanterie-Divisions-Nachschubführer 206

### 1943
- Grenadier-Regiment 301
- Grenadier-Regiment 312
- Grenadier-Regiment 413
- Füsilier-Bataillon 206
- Artillerie-Regiment 206
- Pionier-Bataillon 206
- Panzerjäger-Abteilung 206
- Infanterie-Divisions-Nachrichten-Abteilung 206
- Infanterie-Divisions-Nachschubführer 206

### 1944
- 301. Grenadier-Regiment
- 312. Grenadier-Regiment
- 413. Grenadier-Regiment
- 206. Artillerie-Regiment
  - I. - IV. Abteilung
- 206. Füsilier-Bataillon
- 206. Pionier-Bataillon
- 206. Nachrichten-Bataillon
- Nachschubtruppen